# Cultura de masă
Cultura de masă se referă la o formă de cultură legată de societatea contemporană; ea este adesea asociată cu societatea de consum în care o mare parte din relațiile dintre oameni sunt bazate pe sau guvernate de procese economice și în care consumul și dorințele lor devin fenomene de societate. Prin urmare, este vorba de o formă de cultură destinată celor mai numeroși, dar având puternice rațiuni economice. Aceste procese instituționalizează modurile de viață și, la ora actuală, sunt strâns legate de procesul de globalizare.

## Privire de ansamblu
Cultura de masă, inerentă unei societăți calificate în același mod,  este o mișcare socială în direcția unor cunoștințe artistice, a unui sistem de educație, a unui mod de viață socială și de gândire, un tip de comportament, și care se traduce printr-un act de consum, precum și codurile de recunoaștere socială. Această mișcare duce la o uniformizare a percepției realității la scară intercomunitară.
Una dintre principalele caracteristici ale acestui fenomen este raționalizarea relațiilor și schimburilor umane în jurul sferei economice. Potrivit lui Alain Corbin, "timpul liber este egalat de timpul comercial, care îl integrează într-o economie preocupată înainte de orice de raționalitate și de productivitate ".
În acest sens, cultura de masă pare să lucreze în favoarea democrației, prin inserarea unor indivizi care par a fi mai împliniți (plăcerea și dimensiunea jubilatorie a consumului cultural) și mai bine informați în spațiile publice în care se negociază în mod continuu legătura colectivă.
Cu toate acestea, această cultură de masă poate la fel de bine să aibă efecte perverse și să  producă o formă de depolitizare. Acest lucru este demonstrat de către lingvistul Raffaelle Simone în cartea sa intitulată "Le Monstre doux" ("Monstrul blând"). Pentru a-și ilustra teza, el se bazează pe exemplul Italiei contemporane, marcată de "berlusconism"; acesta din urmă cuprinde, de fapt, semnificația acestei noi forme de totalitarism blând (soft) în care porunca: "Distrează-te și consumă!" face ca figurii cetățeanului să i se substituie cea a unui consumator narcisist și indiferent față de binele comun. Potrivit autorului, această evoluție confirmă profețiile lui Alexis de Tocqueville, care în secolul XIX a evidențiat potențialele efecte perverse ale masificării induse de apariția democrației liberale.
Influența mass-mediei, iluzia că alegem informațiile accesate și identificarea cu un "fenomen" de grup pot astfel permite indivizilor să se reunească în jurul unor valori democratice comune.
Termenul de "societate de consum" este simplificarea termenului de "societate industrială de consum dirijat" definit de Henri Lefebvre ca starea capitalismului după cel de-Al Doilea Război mondial. Cu toate acestea, premisele acestei ere a consumului de masă au apărut cu mult înainte, în timpul industrializării masive a societăților occidentale.

## Istoric

### Ziarele de mare tiraj
În Franța, cultura de masă a apărut în jurul lui 1860, în același timp cu debutul perioadei cunoscute ca Epoca de hârtie (Kalifa Dominique). 
Această Epocă de hârtie corespunde avântului ziarelor de mare tiraj, dezvoltării lor și principiului concurenței în care sunt înscrise, participând la dezvoltarea companiilor de difuzare a presei.

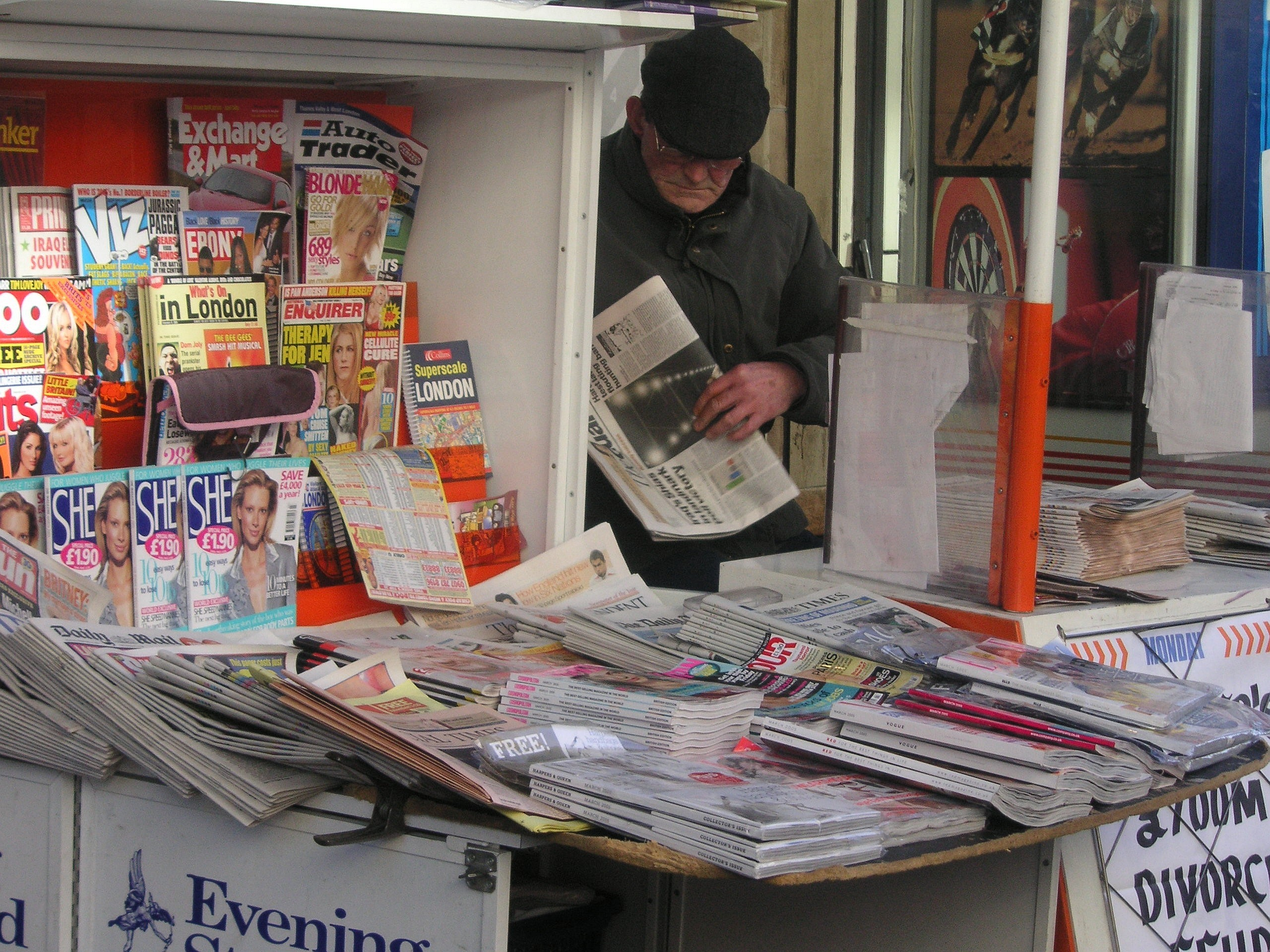
Vânzător de ziare, Paddington, Londra, februarie 2005

Dacă aceste ziare au fost în măsură să crească, acest lucru se datorează, în principal, următoarelor cauze:
- Extinderea științei de carte, a alfabetizării împreună cu progrese în termeni de acces la școală pe care l-au cunoscut secolele XIX și XX. Ziarele au câștigat noi cititori și editorii au intrat pe deplin în distribuția de manuale școlare pe scară largă pentru a satisface noile nevoi apărute în urma creșterii numărului de elevi în școli și a duratei studiilor.
- Eliberarea din cămașa de forță administrativă odată cu relaxarea legislației presei, care a fost pusă treptat în aplicare după revoluția din 1789.
- Progresul tehnic în procedeele de tipărire și difuzare: trenul și telegraful au permis informațiilor să circule mai repede și să se distribuie ziare identice pe tot cuprinsul țării.

Acest fenomen a participat la un amplul proces de aculturație și de omogenizare culturală, deoarece tot mai mulți au fost în măsură să acceseze aceleași informații. În plus, această perioadă din secolul XIX, în timpul căreia orașele au crescut considerabil, a scos în evidență necesitatea de a le face mai interesante, mai vii. Trebuiau "acoperite" străzile, festivalurile, târgurile, viața de pe marile bulevarde în care atracțiile au devenit vârful de lance comercial al atractivității orașelor. Acest pas înainte în industria spectacolului a permis apoi să se poată atrage, dincolo de diferențele sociale, cel mai larg public.
Rămân, cu toate acestea, diferențele geografice; exemplul Parisului ne arată la est Bois de Vincennes și bojdeucile de pe malul Marnei pentru muncitori, angajați ... iar la vest Bois de Boulogne pentru înalta burghezie. Apoi centrul afacerilor (Bursa), al politicii, cartierele comerciale cu dezvoltarea de mari magazine. Nici astăzi cele mai importante evenimente din orașe nu atrag în mod necesar publicul periferiei. 
În secolele XIX și XX, cultura de masă a evoluat considerabil, mai întâi în Occident, apoi în lumea întreagă, odată cu dezvoltarea presei scrise, a înregistrării sonore, a apariției cinematografiei, a radioului și în sfârșit a televiziunii care au permis populațiilor să acceadă la o cultură foarte bogată în imagini, texte și informații diverse. Odată cu ridicarea nivelului de trai, apare în anii 1960 conceptul  civilizațional al petrecerii timpului liber. Începând cu 1990, difuzarea și comercializarea culturii de masă s-au dezvoltat și mai mult datorită rețelei de Internet și succesului mass-mediei digitale, cum ar fi CD-ul, DVD-ul, tableta, mobilul. Numărul filmelor, al cărților este în creștere în fiecare an.

### Difuzarea prin imagini
Putem, de asemenea, să legăm dezvoltarea culturii de masă de folosirea tot mai intensivă a imaginii în mass-media și de diferitele progrese tehnice care au facilitat difuzarea imaginii (fotografia, televiziunea, revistele, Internetul etc.) Potrivit lui Dominique Kalifa, "cultura de masă este o cultură a imaginii ". Presa tot mai ilustrată și posibilitatea editorilor de a ajunge la publicul infantil cu cărți "cu foarte multe poze" au făcut ca populațiile să devină dependente de imagine. 
Astăzi,imaginea este larg recuperată de publicitate și de serviciile de marketing ale companiilor care sunt obișnuite să comunice în acest fel.
Fotografiile și ușurința de reproducere a acestora, răsturnând reprezentările sinelui și ale celorlalți și oferind perspective asupra lumii, au îngăduit, astfel, unificarea modurilor de viață, a obiceiurilor, a îmbrăcămintei, alegerea locului asupra căruia putem să ne concentrăm atenția. Fotografiile ne oferă sinteze și reprezentări a ceea ce este realitatea.

### Imagini în mișcare: cinematograful
Apariția imaginilor "mobile", adică a sălilor de cinema, a amplificat acest fenomen de cult și de interes colectiv pentru imagine. Acest fenomen de mare amploare care ajunge la mase, adică în care fiecare persoană poate avea acces la informații prin diferite mass-media, este, prin urmare, la originea a ceea ce numim astăzi cultură de masă. 
Mass-media au avut succes datorită faptelor "omnibus" adică sunt de interes pentru toată lumea într-un mod care nu atinge nimic important, să concentreze oamenii în jurul acelorași reprezentări a ceea ce este realitatea.

### Radiodifuziunea
În 1920, radioul era încă puțin difuzat în cămine, deoarece erau doar 500 000 de aparate de radio. În 1940, la data celebrului apel din 18 iunie al generalului Charles de Gaulle, erau 5,5 milioane de aparate.
Posibilitatea de "a ținti" și de a omogeniza diferitele părți ale publicului este cea care a dus la dezvoltarea publicitatății și, prin urmare, interesul industriașilor în preluarea controlului mijloacelor de diseminare.

### Americanizarea: cazul Franței
La ieșirea din al Doilea Război mondial, negociind anularea datoriei franceze față de Statele Unite ale Americii, Leon Blum a trebuit să accepte, în acordurile Blum-Byrnes din mai 1946, ca filmele de la Hollywood să fie proiectate în sălile de cinema din Franța. A urmat o răspândire a stilului de viață american, care a participat la o anumită formă de dezvoltare a culturii de masă a culturii americane. Francezii au început să descopere o cultură care se diluează din belșug în băuturile răcoritoare anglo-saxone.
Dezvoltarea masivă a culturii de masă în Statele Unite ale Americii, și ceea ce a fost numit "americanizarea " lumii în 1930, va face pe mulți intelectuali și sociologi să se aplece asupra influenței culturii de masă asupra modul nostru de viață.

### Evoluția în secolul XXI
Apariția internetului a impus reconsiderarea conceptului de cultură de masă. În timp ce o majoritate intelectuală, de obediență marxistă și pe urmele lui Noam Chomsky, o văd ca pe o "fabrica a opiniei" și înainte de toate, exercitarea unei dominații sociale, alții, reflectează asupra fenomenului tehnic ca un întreg, și nu doar asupra mass-mediei, văd în cultura de masă semnul alienării, care afectează întreaga lume, atât clasele dominate, cât și clasele dominante.

## O altă cultură, așa-numită populară
Dezvoltarea culturii de masă a integrat rapid mediile muncitorești și rurale. Ei au fost, astfel, treptat luați drept țintă a fenomenelor de industrializare culturală la fel de mult bărbații ca și femeile sau copii.
Acest fenomen a fost posibil datorită alunecării valorilor dinspre clasele superioare spre clasele de jos (popularizarea valorilor burgheze). Industrializarea a permis dezvoltarea și vânzarea de produse mai ieftine pentru a pune la dispoziția fiecăruia bunurilor de consum care erau curente în alte medii: aparatul foto, biblioteca personală cu rafturi simple și din lemn ieftin, cărțile de buzunar ...
Pentru a-și proba puterea modelului economic, crearea de expoziții universale rămâne un exemplu emblematică exemplu de acest fel de "popularizare" a practicilor culturale. Vulgarizând știința, și suscitând curiozitatea privitorului prin manifestații majore în care populația de la orașe și sate este invitată și astfel, s-au putut asocia progresul industrial și progresul social.
Dacă vorbim de cultura populară, este pentru că uneltele folosite sunt utilizabile de către toți, fără deosebire de clasă socială sau de origine geografică. Într-adevăr, cultura de masă se poate face la nivelul unei țări sau al unui continent și apoi, odată cu apariția globalizării idei se răspândesc și devin omogene. 
Moliere, Goethe sau Shakespeare (care sunt fiecare simboluri literare naționale) nu permit în mod necesar un schimb internațional și nu pun indivizii pe aceeași scară de valori la nivel internațional. Spre deosebire de Harry Potter, produs de o editură supranațională și tradus în foarte multe limbi.
Potrivit designerului R. Hamilton, cultura populară (adică concepută pentru o audiență de masă) se definește ca un instrument facil care se răspândește pe termen scurt, ieftin, produse în serie, care vizează tinerii, spiritual, sexy, fals, atractiv, și legat de marele business.
Această definiție se poate aplica astfel si poate explica succesul internațional al formațiilor de "muzică pop" care inundă astăzi ecranele televizoarelor noastre, si a căror estetică și conținut artistic sunt destinate a reprezenta o societăți orientată spre consumul de masă.
Luând exemplul unei formații muzicale, o casă de discuri care ar vrea să creeze una de una singură ar trebui să aplice caracteristicile conform definiției lui Hamilton : 
- audiență de masă (radio, tv, Internet, discuri si scăderea prețurilor suporturilor acestor instrumente...),
- efemer și uitat repede (efect al modei, al noutății, prin urmare, înlocuit de un altul de îndată ce apar primele semne de slăbiciune comercială),
- ieftin (suporturile, cum ar fi CD sau Internetul costă puțin în producția de masă)
- produse în masă, superficiale (versurile sunt modeste și armoniile sunt simple),
- muzica transmisă de cântăreți tineri, plin de duh, sexy si seducători,
- legat de big business (companiile de înregistrare sunt acum multinaționale).

Această producție culturală permite astfel vizarea multor adolescenți de toate originile sociale.
Sistemul procedează astfel la regizarea generalizată a dorințelor prin intermediul obiectelor " culte ", regizare bazată pe consumul rapid al semnelor și pe schimbarea frecventă a modei.
Politologul Benjamin Barber observă aici nașterea unui culturale mondiale, condusă de corporații globale, și preluată de o avangardă urbană și globalizată. El numește această cultură " vidéologie ", " redusă la statutul de marfă, unde haina face pe om și unde felul cum arăți (lookul) devine ideologie. "

## Industrializarea și mizele financiare
Fotografia, cinemaul, radioul și acum Internetul sunt forme de difuzare culturală legate direct de aparate. Combinația de factori tehnici, industriali și artistici pentru producerea de bunuri culturale într-o cantitate mare înseamnă implicarea unor mize financiare semnificative.

## Alte surse

### Cărți
- Louis Dollot, Culture individuelle et Culture de masse, Paris, 1974 (Que sais-je ?, 1552) (ISBN 2-13-045038-5).
- Richard Hoggart, The uses of literacy : aspects of working-class life, Londres, 1957 (ISBN 0765804212) ; trad. fr. La culture du pauvre : étude sur le style de vie des classes populaires en Angleterre, Paris, 1970 (ISBN 2-7073-0117-5).
- Frédéric Martel, Mainstream, Paris, 2010.
- Christopher Lasch, Culture de masse et culture populaire, Castelnau-Le-Lez, Climats, 2001 (réédition 2011, avec un avant-propos de Jean-Claude Michéa).
- Mélissa Thériault, Le 'vrai' et le reste. Plaidoyer pour les arts populaires, Montréal, Éditions Nota Bene-Varia, 2015. (ISBN 9782896060658)